# Chuniophoenix humilis
Chuniophoenix humilis är en enhjärtbladig växtart som beskrevs av Chen Zhen Zi Tang och Te Lin g Wu. Chuniophoenix humilis ingår i släktet Chuniophoenix och familjen Arecaceae. Inga underarter finns listade i Catalogue of Life.